# Kelvin Mateus de Oliveira
Kelvin Mateus de Oliveira, meglio noto come Kelvin (Curitiba, 1º giugno 1993), è un calciatore brasiliano, centrocampista o attaccante del Náutico.

## Carriera
Inizia a giocare nel Paraná, club della Serie B brasiliana. Nel 2011, a 18 anni, firma un contratto professionistico con il Porto.
Assieme al compagno di squadra Christian Atsu, Kelvin viene prestato al Rio Ave per la stagione 2011-2012. Debutta in campionato il 21 agosto 2011, nella sconfitta esterna per 0-1 contro l'Académica. Colleziona 25 presenze totali senza mai andare in rete.
Finito il prestito, torna ai Dragões. L'11 maggio 2013 segna al 91' il goal del 2-1 ai danni del Benfica portando la sua squadra alla vittoria del campionato portoghese.
Dopo sole 4 partite in campionato, nel gennaio 2015 passa in prestito al Palmeiras ed il mese successivo, sempre in prestito, al San Paolo.

## Statistiche

### Presenze e reti nei club
Statistiche aggiornate al 8 febbraio 2016.
| Stagione        | Squadra         | Campionato      | Campionato | Campionato | Coppe nazionali | Coppe nazionali | Coppe nazionali | Coppe continentali | Coppe continentali | Coppe continentali | Altre coppe | Altre coppe | Altre coppe | Totale | Totale |
| Stagione        | Squadra         | Comp            | Pres       | Reti       | Comp            | Pres            | Reti            | Comp               | Pres               | Reti               | Comp        | Pres        | Reti        | Pres   | Reti   |
| --------------- | --------------- | --------------- | ---------- | ---------- | --------------- | --------------- | --------------- | ------------------ | ------------------ | ------------------ | ----------- | ----------- | ----------- | ------ | ------ |
| 2010-2011       | Paraná          | B               | 15         | 3          | -               | -               | -               | -                  | -                  | -                  | -           | -           | -           | 15     | 3      |
| 2011-2012       | Rio Ave         | PL              | 22         | 0          | CP              | 3               | 0               | -                  | -                  | -                  | -           | -           | -           | 25     | 0      |
| 2012-2013       | Porto           | PL              | 14         | 3          | CP              | 1               | 0               | UCL                | 2                  | 0                  | SP          | 1           | 0           | 18     | 3      |
| 2013-2014       | Porto           | PL              | 24         | 2          | CP              | 3               | 1               | UCL+UEL            | 4+5                | 0+2                | SP          | 1           | 0           | 37     | 5      |
| 2014-gen. 2015  | Porto           | PL              | 4          | 0          | CP              | 1               | 1               | UCL                | 1                  | 0                  | -           | -           | -           | 6      | 1      |
| Totale Porto    | Totale Porto    | Totale Porto    | 42         | 5          |                 | 5               | 2               |                    | 12                 | 2                  |             | 2           | 0           | 61     | 9      |
| 2015-gen. 2016  | Palmeiras       | A               | 16         | 0          | CB              | 0               | 0               | -                  | -                  | -                  | -           | -           | -           | 16     | 0      |
| feb. 2016-      | San Paolo       | A               | 0          | 0          | CB              | 0               | 0               | CL                 | 0                  | 0                  | -           | -           | -           | 0      | 0      |
| Totale carriera | Totale carriera | Totale carriera | 95         | 8          |                 | 8               | 2               |                    | 12                 | 2                  |             | 2           | 0           | 117    | 12     |

## Palmarès

### Club

#### Competizioni nazionali
- Supercoppa di Portogallo: 3

Porto: 2011, 2012, 2013
- Campionato portoghese: 1

Porto: 2012-2013
- Coppa del Brasile: 1

Palmeiras: 2015